# Krister Kumlin
Ralf Krister Sten Wilhelm Kumlin, född 2 december 1938 i Oscars församling i Stockholm, är en svensk diplomat. 

## Biografi
Krister Kumlin avlade juris kandidatexamen i Stockholm 1962. Han anställdes på Utrikesdepartementet 1962 och tjänstgjorde från 1963 i Washington, från 1965 Guatemala City, från 1971 i Bangkok och från 1974 i Paris. Han var minister och andreman på svenska FN-representationen i New York 1982–1987 samt ambassadör i Brasília 1987–1990, i Aten 1993–1997 och i Tokyo 1997–2002. Efter Frank Belfrages utnämning till kabinettssekreterare var Kumlin tillfälligt sändebud i Paris, chargé d'affaires ad interim. Efter återkomsten från Tokyo 2002 arbetade Kumlin 2003–2004 på statsrådsberedningen som generalsekreterare för Stockholm International Forum och organiserade en konferens om förebyggande av folkmord i januari 2004. 
Under 2004–2005 ansvarade han som exekutivsekreterare för det Euro-Atlantiska Partnerskapsrådets Säkerhetsforum (EAPC) i Åre. År 2006 genomförde han också två internationella konferenser i Stockholm, om Libanons återuppbyggnad respektive om den humanitära situationen i de palestinska områdena. Kumlin var exekutivsekreterare för den internationella Irak-konferens som hölls i Stockholm i maj 2008. Under det svenska EU-ordförandeskapet ledde han som exekutivsekreterare arbetet med de Europeiska Utvecklingsdagarna (EDD) 2009.
Åren 2006–2012 arbetade Kumlin för Myndigheten för samhällsskydd och beredskap som ordförande för Internationella standardiseringsorganisationens särskilda kommitté för samhällssäkerhet, TC 223.
År 2005 förordnades han som introduktör av främmande sändebud, ett uppdrag som avslutades 2008.

## Familj
Kumlin är son till ambassadören Ragnar Kumlin och Hervor Dehlgren. Kumlin har tre barn tillsammans med sin första hustru Gunilla Molander: ambassadören Mikaela Kumlin Granit, Alexandra Kumlin och fotomodellen Kristina Kumlin. Han är omgift med Ewa Kumlin.